# Trump-familien
Trump-familien er en amerikansk familie, som især er kendt for Donald Trump, der har haft en lang karriere som forretningsmand, tv-personlighed og tjent som USA's præsident. 
Donald Trump selv har – gennem sin far og mor – både tysk og skotsk afstamning, mens efterfølgende generationer af familien har udviklet mere vidtgående kulturelle rødder. Donald Trumps far, Fred, var således søn af tyske immigranter, mens hans mor Mary Anne var en skotsk immigrant. Donalds første kone, Ivana, var født og opvoksede i Zlín i Tjekkoslovakiet (nutidens Tjekkiet), mens hans tredje kone, Melania, er fra Slovenien. Fire ud af Donald Trumps fem børn har derfor yderligere tjekkisk henholdsvis slovensk afstamning.
Familiens formue er opbygget over flere generationer og spænder over forskellige aktiviteter, herunder særligt ejendomsudvikling. Startende med Friedrich Trump (Donald Trumps bedstefar), som immigrerede fra Tyskland til USA i slutningen af 1800-tallet, der skabte en formue under Klondike-guldfeberen og efterfølgende investerede dele af denne formue i ejendomme i New York. Senere blev denne formue konsolideret og udbygget – først af Friedrichs søn Fred Trump og efterfølgende af Donald Trump. 
Særligt Donald Trump ekspanerede Trump-familiens nationale og internationale profil. Donald Trump blev kendt for at pryde sine bygninger med navnet "Trump" (f.eks. Trump Tower, Trump Plaza, Trump International Hotel Las Vegas og Trump National Golf Club Bedminster), ligesom Donald har haft en stor karriere som medie- og tv-personlighed (f.eks. som vært for tv-programmet The Apprentice). Donald Trump – og Trump-familien som helhed – har dog særligt efterladt et markant aftryk på både det amerikanske landskab og verdensscenen gennem sin tid i politik og præsidentperiode. 

## Herkomst
I henhold til Gwenda Blair nedstammer familien fra en omrejsende advokat ved navn Hanns Drumpf, som slog sig ned i Kallstadt i 1608. Kallstadt var en landsby i Kurfyrstendømmet Pfalz, som dengang var en del af Det Tysk-Romerske Rige. I henhold til Blair ændrede Hanns efterkommere deres navn fra Drumpf til Trump under Trediveårskrigen (1618-1648). I et interview til Deutsche Welle i 2015 sagde Gwenda Blair dog, at "Hans [Donald Trumps] bedstefar Friedrich Drumpf kom til USA i 1885 (..)", hvilket umiddelbart virker som en påstand, der modsiger hendes tidligere påstand om, at navnet Drumpf blev ændret under Trediveårskrigen. I henhold til en anden artikel i Deutsche Welle fra 2019, som citerer lokale myndigheder i Kallstadt, anvendte Donald Trumps bedstefar dog ikke navnet Drumpf , da familiens navn var blevet ændret før hans levetid. I forbindelse med Friedrich immigration til USA i 1885 registrerede de amerikanske myndigheder navnet som "Friedr. Trumpf" i immigrationsregistret.
Efternavnet Trump er registreret i Kallstadt siden det 18. århundrede. Journalist Kate Connolly, der besøgte Kallstadt, fandt flere variationer i stavemåden af efternavnet i landsbyens arkiver, herunder Drumb, Tromb, Tromp, Trum, Trumpff og Dromb. Sådanne variationer i stavning er almindelige i tyske navne fra tiden før standardiseringen, hvor mange mennesker var analfabeter. Navne blev ofte skrevet, som de blev udtalt – snarere end kopieret fra eksisterende dokumenter.
Johannes Trump – født i den nærliggende landsby Bobenheim am Berg i 1789 – havde i begyndelsen af 1830'erne etableret sig som vinbonde i Kallstadt, hvor hans barnebarn, Friedrich Trump (bedstefar til Donald Trump), blev født i 1869 (dengang en del af Kongeriget Bayern). Flere af hans efterkommere var også vinbønder i Kallstadt, som var en af mange landsbyer i den berømte vinregion Pfalz. Johannes Trumps søster Charlotte Louisa blev gift med Johann Georg Heinz. Deres søn Johann Heinrich (John Henry) Heinz (1811-1891) – som emigrerede til USA i 1840 – var far til Henry J. Heinz (1844-1919), der grundlagde Heinz-firmaet. Henry Heinz er derfor en fjern slægtning til Donald Trump.
Donald Trumps far, Fred Trump – som ellers var vokset op i et hovedsageligt tysktalende miljø, indtil han var ti år gammel – skjult længe sine tyske rødder. Efter 2. verdenskrig og indtil 1980'erne fortalte han således folk, at han var af svenske aner. Donald Trump gentog denne fortælling i The Art of the Deal (1987), men sagde senere, at han var "stolt" af sin tyske herkomst. Han var desuden æresmarskal for den tysk-amerikanske Steuben Parade i New York City i 1999.

### Stamtræ (1500 – 1900)
Nedenfor er gengivet Trump-familiens stamtræ fra begyndelsen af 1500-tallet og op til Friedrich Trump (1869–1918). Stamtræet indeholder ikke alle søskende, men blot personer, som relaterer sig til Fredrichs slægtslinje (relationen til Henry J. Heinz er dog også illustreret). Som diskuteret ovenfor, har den historiske stavemåde af familiens efternavnet været til debat – nedenfor er efternavnet dog blot gengivet som Trump.
- Michel Trumps (1525)[12]
  - Hans Trump (1551–1619), gift med Catharina D. Kröger (1540–1589)[13]
    - Hanns Trump (1584–1637), gift med Apollonia Dieterich (1593)[14]
      - Johann Jacob Trump (1623–1697), gift med Anna Catarina Butz (1622)[15]
        - Johann Philipp Trump (1667-1707), gift med Maria Juliana Rodenroth (1665)[16]
          - Johann Sebastian Trump (1699-1756), gift med Susanna Margreth Kohl (1707-1750)[17]
            - Johann Paul Trump (1727–1792), gift med Maria Elisabetha Setzer (1745–1790)[7][18]
              - Charlotte Louisa Trump (1789–1833), gift med Johann Georg Heinz
                - John Henry Heinz (1811–1891), gift med Anna Margaretha Schmidt (1822–1899) og immigrerede til USA i 1840[19]
                  - Henry J. Heinz (1844–1919), grundlæggeren af H.J. Heinz Company[20]

              - Johannes Trump (1789–1835), gift med Susanna Maria Bechtloff[21]
                - Johannes Christian Trump (1829–1877), gift med Katharina Kober (1836–1922)[2][22]
                  - Friedrich Trump (1869–1918) – barber, resturantør og hotel manager – immigrerede til USA i 1885/1905. Gift med Elisabeth Christ som selv immigrerede til USA i 1902.

## Friedrich Trump (1869–1918)

### Tidelige liv og forretninger
Friedrichs far, Christian Johannes, døde i 1877 i en alder af 48, efter et længere sygdomsforløb med emfysem.:28  Mens fem af de seks børn i familien arbejdede på familiens vinmarker, blev Friedrich anset for at være for syg til at udholde så hårdt arbejde.:29 I 1883, som 14-årig, blev han derfor sendt til det nærliggende Frankenthal af sin mor for at arbejde som barberlærling og lære faget. Efter at have afsluttet sin læretid vendte han tilbage til Kallstadt – en landsby med omkring 1.000 indbyggere. Her erfarede han hurtigt, at der ikke var nok arbejde til at tjene til livet. 
I en alder af 16 immigrerede Friedrich derfor til USA og ankom til New York den 7. oktober 1885.:32  Han flyttede ind hos sin ældre søster Katharina – der var immigreret til USA i 1883:31  – og hendes mand. Kort tid efter ankomsten mødte han en tysk-talende barber, der søgte en medarbejder.:25  Friedrich begyndte at arbejde den efterfølgende dag,:34 og arbejdede som barber i New York i seks år.
I 1891 flyttede Friedrich til Seattle i den nyligt optaget amerikanske delstat Washington. Med sin opsparing købte han Poodle Dog, som han omdøbte til Dairy Restaurant, og forsynede denne med nye borde, stole og et komfur. Restauranten serverede mad og spiritus og blev annonceret som om den inkluderede "Værelser til Damer" – en almindelig eufemisme for prostitution.:50 I 1892 blev Friedrich amerikansk statsborger. :94 
Den 14. februar 1894 solgte Friedrich Dairy Restaurant, og i marts flyttede han til den nye mineby Monte Cristo i Snohomish County nord for Seattle. Efter man havde opdaget tegn på mineralforekomster i 1889, forventede man, at Monte Cristo ville producere en formue i guld og sølv. Friedrich havde åbnet et nyt pensionat i Monte Cristo, som han ville drive det på samme måde som Dairy Restaurant. Man erfarede dog i de efterfølgende år, at der ikke var nær så meget guld og sølv i Monte Cristo, som man tidligere havde troet.:68 Friedrich endte derfor med at sælge det meste af sin ejendom i Monte Cristo og flyttede tilbage til Seattle.:74 I Seattle åbnede Trump derefter en ny restaurant.
I begyndelsen af 1898 havde han tjent nok penge til at tage til Yukon selv.:79 Immigration til Yukon i denne periode var drevet af håbefulde guldjægere (se Guldfeberen i Klondike). I henhold til Blairs beretning havde Friedrich dog ingen planer om at udvinde og mine guld, da han tog til Yukon.:81 I Bennett, British Columbia, (en region af Klondike) åbnede Friedrich og hans forretningspartner, Ernest Levin, i 1898 Arctic Restaurant and Hotel, som tilbød fin mad, logi og sex i et hav af telte.:85 I 1900 grundlagde Friedrich (og Levin) White Horse Restaurant and Inn i Whitehorse.:87–88 I 1901 solgte Friederich sin andel af restauranten til Levin og forlod Yukon. :90–91 

### Ægteskab og familie
I 1901 vendte Friedrich tilbage til Kallstadt som en velhavende mand. Her mødte han hurtigt Elisabeth Christ (1880-1966) og friede til hende. Friedrichs mor misbilligede Christ, fordi hun mente, at hendes familie var af en lavere social klasse. Friedrich og Christ blev gift den 26. august 1902, og flyttede derefter til New York City.:95 
I New York fandt Friedrich arbejde som barber og restaurant- og hotelmanager. Parret boede i det tysktalende Morrisania-kvarter i Bronx. Deres datter Elizabeth blev født den 30. april 1904. På grund af Christs ekstreme hjemve, vendte familien tilbage til Tyskland senere samme år. :96  Kort tid efter familiens ankomst til Tyskland fastslog de bayerske myndigheder, at Friedrich i sin tid var emigreret fra Tyskland for at undgå sin værnepligt.:98 I februar 1905 blev der derfor udstedt et kongeligt dekret, der beordrede Friedrich til at forlade landet inden for otte uger. I flere måneder appellerede Friedrich til regeringen om at tillade ham at blive, men han var uden held.:100 
Friedrich og hans familie rejste derfor tilbage til New York den 30. juni 1905.:102 Deres søn Fred blev født den 11. oktober 1905 i Bronx, New York.:110 I 1907 blev deres anden søn, John, født. Senere samme år flyttede familien til Woodhaven, Queens. Mens han boede i Queens, åbnede Trump en barberbutik på 60 Wall Street på Manhattan.:110 I 1908 købte Friedrich en ejendom på Jamaica Avenue i Woodhaven. To år senere flyttede han sin familie ind i bygningen på grunden og udlejede flere værelser. Han arbejdede også som hotelmanager på Medallion Hotel på 6th Avenue og 23rd Street.
Friedrich døde pludseligt i maj 1918. I henhold til Gwenda Blair: "Det, der først blev diagnosticeret som lungebetændelse, viste sig at være et af de tidlige tilfælde af spansk influenza.":116  Ifølge Blair efterlod Friedrich sig en nettoformue på $31.359 (ca. svarende til $655.556 i 2024).:118 